# Casio AI-1000
L'AI-1000 est un ordinateur de poche lancé par la société japonaise Casio, au milieu des années 1980. Alors que les ordinateurs de poche de l'époque proposent des langages de programmation de type BASIC, l'AI-1000 se distingue en proposant en standard le langage LISP, destiné au traitement dits « systèmes experts » dans le domaine de l'intelligence artificielle.
Le "AI" de « AI-1000 » signifie Artificial Intelligence.
L'AI-1000 est dérivé du Casio PB-1000 ; dont il reprend la partie électronique et l'interface utilisateur dans un boîtier monobloc (au lieu du boîtier pliable du PB-1000).
Les caractéristiques techniques sont celles du PB-1000 :
- Microprocesseur HD-61700A
- 32 ko de RAM
- Écran LCD de 32x4 caractères, 192x32 pixels, offrant une surface "virtuelle" (mémoire vidéo) de 32x8 caractères et 192x64 pixels.

Les différences principales sont : le boîtier monobloc, l'absence d'écran tactile (L'AI-1000 propose à la place 4 touches de fonctions placées sous l'écran LCD), le langage de programmation LISP au lieu de BASIC.
Casio commercialise l'AI-1000 en même temps que le PB-2000C, dont la seule différence avec l'AI-1000 est de proposer le langage C au lieu du LISP. Ces deux machines disposent d'un port d'extension qui permet de changer le langage de programmation intégré à la machine en ajoutant une cartouche de mémoire ROM. Des cartouches sont disponibles pour les langages BASIC, PROLOG ou CASL.
L'AI-1000 restera un cas isolé dans la gamme Casio : aucun autre ordinateur de la marque proposera le langage LISP, et aucun nouvel ordinateur ne sortira sous le sigle AI.